# Кологерас, Леонид Константинович
Леонид Константинович Кологерас (1839—1896) — дворянин, грек по национальности, православного вероисповедания, уроженец Бессарабской губернии, контр-адмирал Российского Императорского флота. Служил на Балтике, Тихом океане и Чёрном море.

## Семья
Был женат на Анастасии Ивановне Иловойской (вдова сотника войска Донского), позже член правления благотворительного общества. В браке имел трёх сыновей — Николая, Павла и Макея.

## Служба
В 1855 году участвовал в обороне Севастополя во время Крымской войны, состоя в гарнизоне города.
С 1 августа 1855 года — юнкер флота. В 8 сентября 1856 года окончил Морской кадетский корпус с производством в гардемарины. С 1856 года по 1859 год плавал в Чёрном море на шхуне «Суджук Кале» под командованием лейтенанта И. О. Дефабра и на яхте «Ариадна» под командой лейтенанта Фельдгаурилса. 6 июня 1857 произведён в мичманы флота. С 5 августа по 6 декабря 1857 года служил на транспорте «Днестр» под командованием капитана 2-го ранга И. А. Подушкина. С 5 марта по 24 декабря 1858 года и с 28 марта по 3 апреля 1859 года служил на корвете «Удав» под командованием капитан-лейтенанта Гаврилова.
28 августа 1859 года назначен в Сибирскую флотилию. Перешёл на Дальний Восток России на корвете «Гридень» под командой лейтенанта Г. Х. Эгершельда. С 20 июля по 21 октября 1860 года служил на пароходо-корвете «Америка» под командованием капитан-лейтенанта А. А. Болтина и с 15 мая по 12 октября 1861 года под командой Попова.
С 3 июля 1862 года по 15 июня 1863 года служил на военном транспорте «Японец» под командой капитан-лейтенанта Н. Я. Шкота. С 15 июня по 3 июля 1863 года служил на другом военном транспорте «Манджур» под командованием капитан-лейтенанта А. К. Шефнера. 1 января 1863 года произведён в чин лейтенанта. С 13 августа назначен на винтовую канонерскую лодку «Морж» под командованием лейтенанта Линдена, служил на ней до 28 сентября 1864 года, но с 15 октября 1863 года по 9 мая 1864 года находился вне штата лодки. С 11 апреля 1865 года назначен командовать транспортом «Лена», на котором находился до 16 мая 1866 года, пока не ушёл в отпуск «для лечения ввиду заболевания».
С 1867 по 15 мая 1868 года на канонерской лодке «Соболь» под командованием капитана-лейтенанта М. А. Усова.
С 1868 года по 1870 год командовал шхуной «Восток». В июле 1868 года с гидрографической партией лейтенанта К. С. Старицкого сделал опись западного берега Южного Сахалина с промером глубин от Дуэ до поста Косунай и уточнил координаты мыса Лазарева, а также входных мысов в залив Де-Кастри. Далее провёл работы у острова Монерон. При возвращении в Николаевск была выполнена морская съёмка сахалинского берега от Косуная до мыса Отасу. К. С. Старицкий отметил в своих отчётах большой вклад в исследования всех офицеров шхуны, и в особенности капитана Л. К. Кологераса.

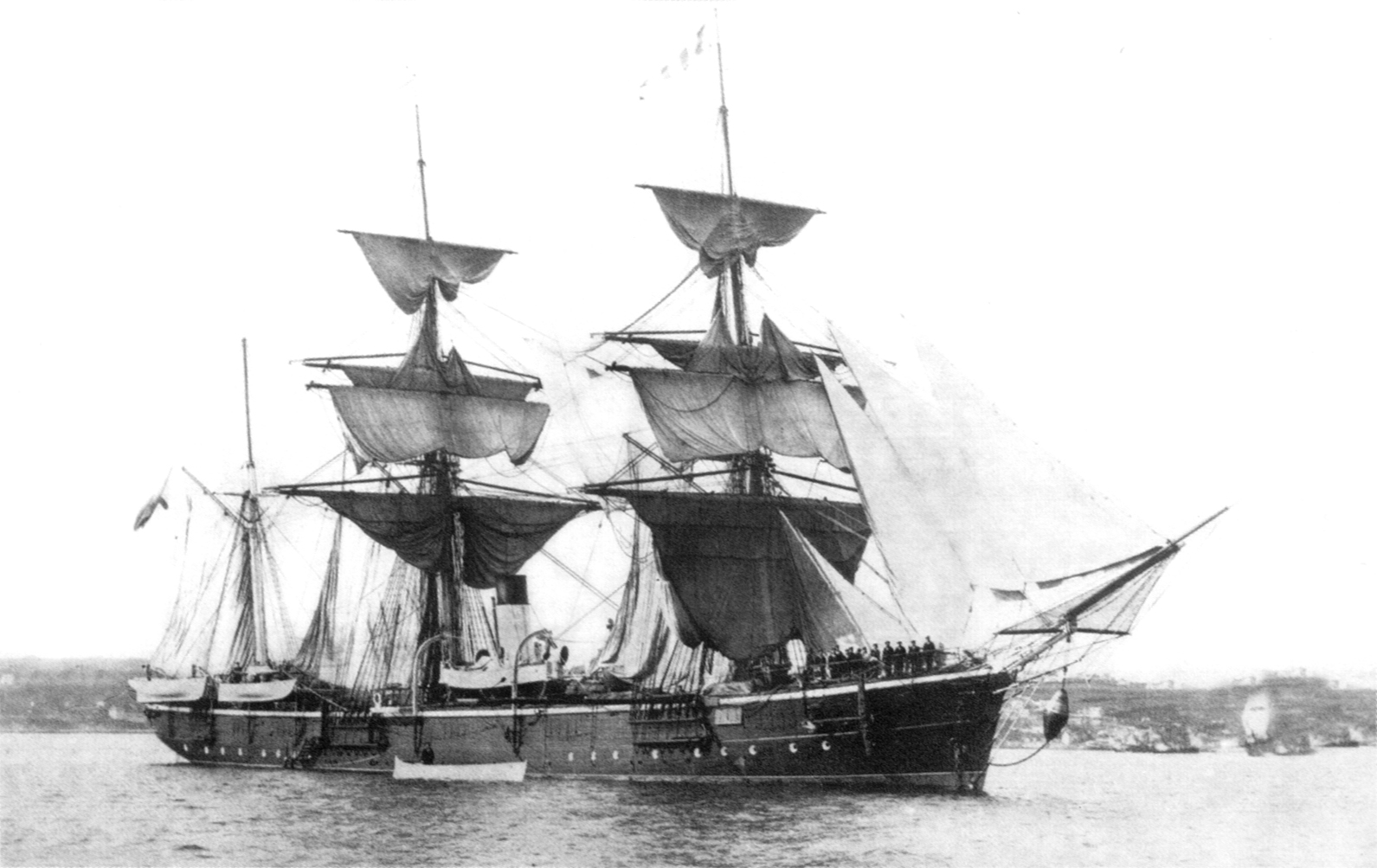
Клипер «Вестник»

После службы на Тихом океане Леонид Константинович прибыл на Балтику, где и продолжил службу до 1879 года. С 25 мая 1871 года служил старшим офицером на пароходо-фрегате «Храбрый» под командованием капитана 2-го ранга Н. Г. Ребиндера. 16 апреля (21 апреля) 1872 года произведён в чин капитан-лейтенанта. 8 июня 1874 года переведён в ту же должность на клипер «Алмаз». С 8 мая 1876 года — старший офицер фрегата «Севастополь». Со 2 июля 1877 года — командир канонерской лодки «Ёрш», а с 14 мая 1879 года — командир строящегося клипера «Вестник».

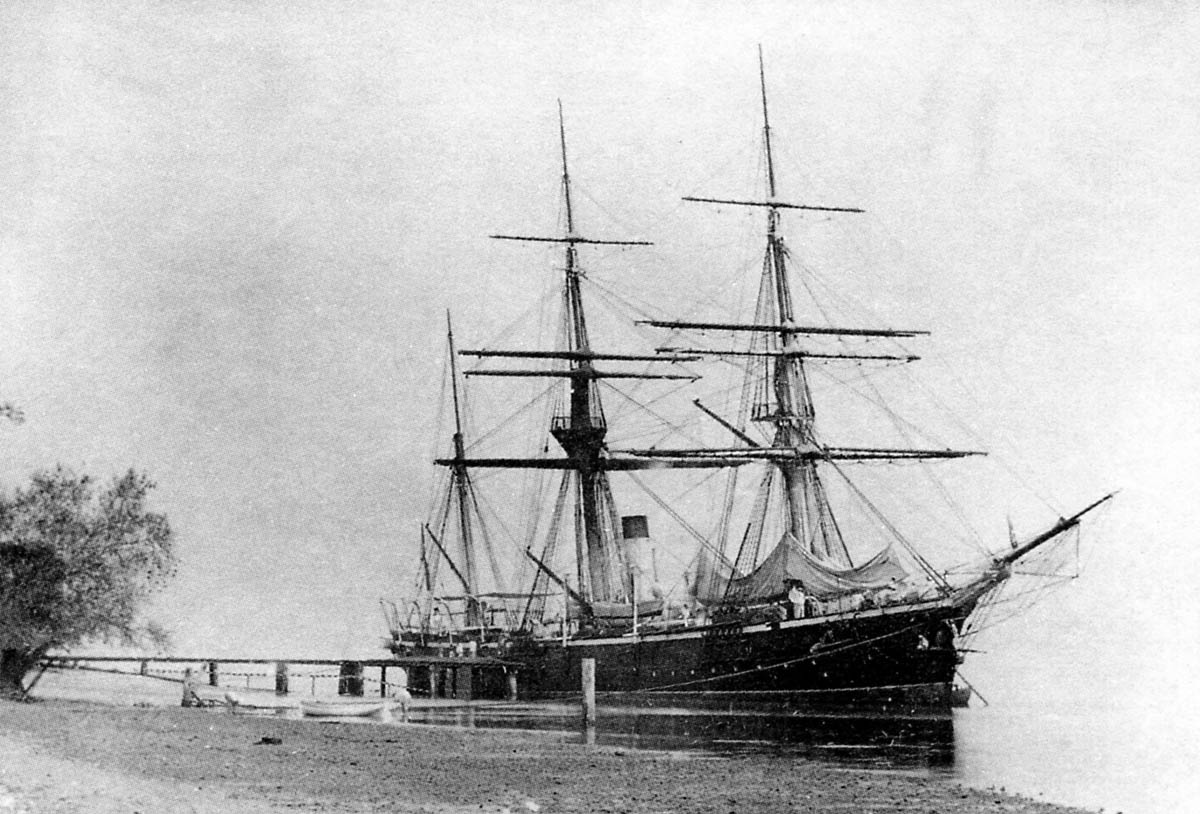
Клипер «Наездник»

12 августа 1879 года назначен командовать клипером «Наездник». В составе отряда капитана 1-го ранга М. Л. Новосильцева перешёл из Кронштадта в Японию, где клипер был включён в состав эскадры контр-адмирала А. Б. Асланбегова. В 1880 году в крейсерстве у берегов Японии под флагом контр-адмирала О. Р. Штакельберга. Во время похода оказал помощь в снятии с мели флагманского корабля английской эскадры «Айрон Дюк» и корвета «Чемпион». В мае 1881 года отправился через Суэцкий канал и перешёл на Балтику. 1 января 1882 года произведён в чин капитана 2-го ранга «за отличие».
С июля по декабрь 1882 года поход в Средиземное море в составе эскадры контр-адмирала П. В. Чебышёва. Из Средиземного моря вновь направлен на Тихий океан. Вошёл в состав эскадры под командованием контр-адмирала Н. В. Копылова. В июне 1885 года с клипером вернулся на Балтику. 1 января 1886 года произведён в чин капитана 1-го ранга «за отличие», тогда же оставил должность командира клипера «Наездник».

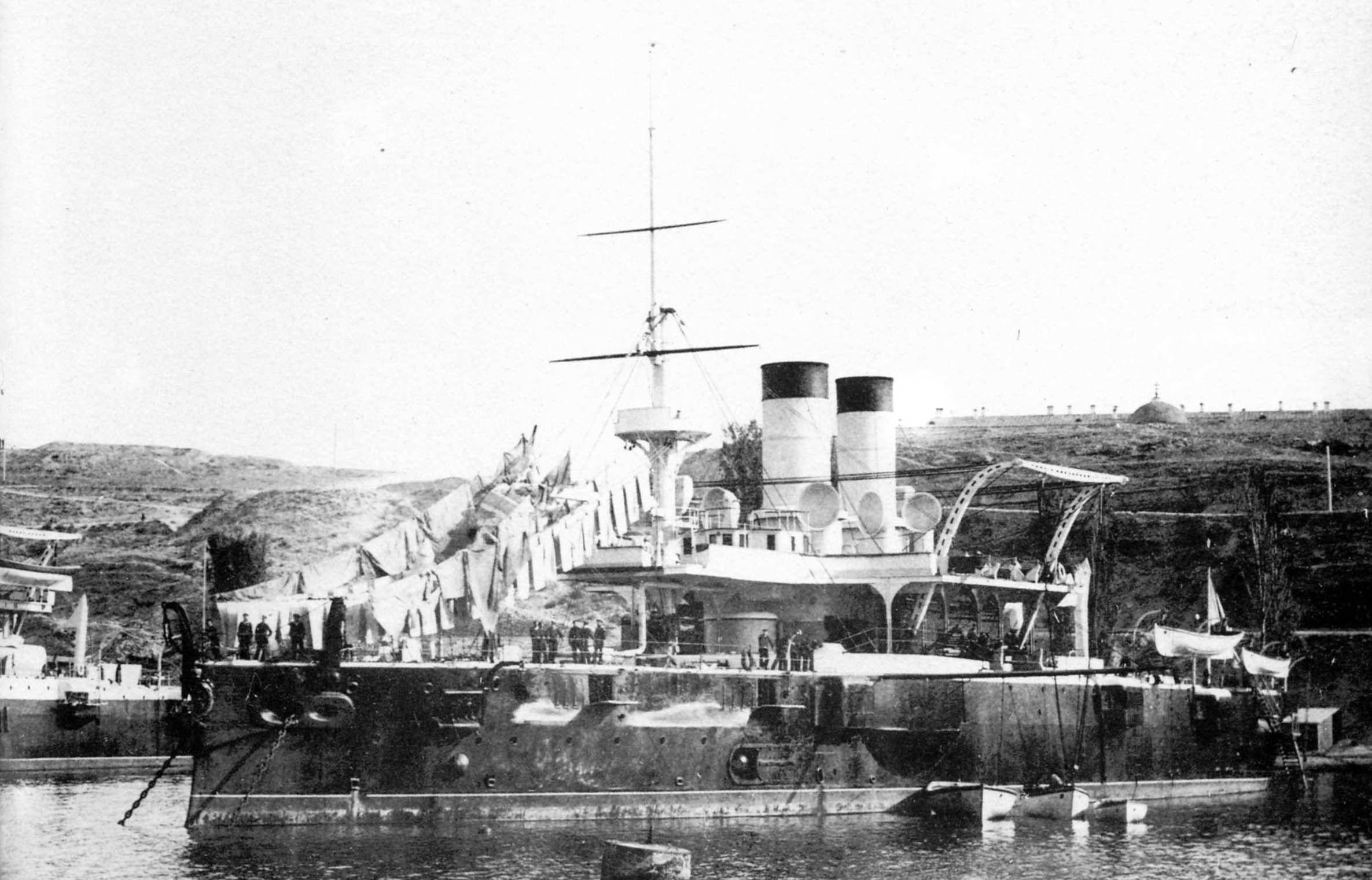
Броненосец «Екатерина II»

10 февраля 1886 года Высочайшим приказом от 10 февраля 1886 года за номером 268 назначен командиром строящегося эскадренного броненосца для Чёрного моря «Екатерина II». С 27 по 29 июня 1887 года находился в плавании на шхуне «Ингул» по Чёрному морю. 17 октября 1887 года вернулся на броненосец «Екатерина II». С 16 по 24 мая 1888 года в плаванье на пароходе «Эльборус», с 15 июня по 1 июля 1888 года в плаванье на ходовых испытаниях броненосца «Чесма». 28 августа 1888 года вернулся на «Екатерину II». С 27 июня 1889 года в практическом плаванье по Чёрному морю на канонерской лодке «Запорожец». 2 июля вернулся на «Екатерину II».
1 января 1891 года Высочайшим приказом за номером 550 произведён в чин контр-адмирала «за отличие». С 18 по 21 апреля 1891 года Л. К. Кологерас держал свой брейд-вымпел на канонерке «Черноморец». С 27 сентября 1891 года по февраль 1895 года Младший Флагман Черноморской флотской дивизии, в том числе в 1893 и 1895 годах — Младший Флагман Практической эскадры Чёрного моря. В 1892—1894 годах являлся членом попечительского совета женской гимназии. С 4 июля по 15 августа, с 18 по 30 августа 1892 года, с 10 сентября по 1 октября 1892 года, с 1 мая по 30 июня и с 25 по 31 августа 1893 года, с 15 по 16 сентября 1895 года держал свой брейд-вымпел на крейсере 1-го ранга «Память Меркурия».
С 28 сентября по 4 ноября 1894 года выступил в качестве эксперта на заседаниях Одесского окружного суда по делу о столкновении парохода «Владимир» с пароходом Columbia («Колумбия»).
С 15 по 16 июля и с 26 августа по 22 сентября 1895 года держал свой брейд-вымпел на канонерке «Донец». С 17 июля по 26 августа, с 2 по 15 сентября, с 16 сентября по 15 октября 1895 года держал свой брейд-вымпел на эскадренном броненосце «Екатерина II».
С 23 октября 1895 года командующий отдельным отрядом судов в Средиземном море, которые предполагалось отправить на Дальний Восток России (броненосный крейсер «Адмирал Нахимов», броненосец «Наварин», крейсер «Рюрик», крейсер «Дмитрий Донской», канонерская лодка «Грозящий»). По прибытии в Алжир получил Директиву Главного морского штаба перейти в Смирну, где возглавить отряд кораблей Средиземного моря (крейсер «Рында», крейсер «Разбойник», канонерская лодка «Черноморец»).
Скончался Леонид Константинович 9 февраля 1896 года в отеле в окрестностях Афин от милиарного туберкулёза. 12 февраля 1896 года исключён из списков умершим. Похоронен в Херсонесе на погосте недалеко от Владимирского собора.

## Награды
- 26 августа 1856 года — бронзовая медаль в память о войне 1853—1856 гг.
- 17 апреля 1862 года — орден Святого Станислава III степени
- 1 мая 1872 года — орден Святого Станислава II степени
- 20 мая 1872 года — пенсия 300 рублей в год «за выслугу 10 лет в Приморской области Восточной Сибири»
- 1 января 1877 года — орден Святой Анны II степени
- 24 октября 1883 года — гавайский орден Гавайской короны большого креста
- 13 мая 1885 года — гавайский орден Калакауа I командорского креста
- 15 июля 1885 года — благодарность в Высочайшем приказе по флоту
- 21 августа 1885 года — вознаграждение 450 рублей «за длительное командование судами 2-го ранга»
- 22 сентября 1885 года — орден Святого Владимира IV степени с бантом за совершение 20 морских кампаний
- 15 октября 1888 года — орден Святого Владимира III степени
- 1 января 1894 года — орден Святого Станислава I степени

## Память
Бухта Кологераса — северная бухта острова Монерон. Названа в 1870—1871 годах в честь командира шхуны «Восток», капитан-лейтенанта Леонида Константиновича Кологераса 46°17′03″ с. ш. 141°13′27″ в. д..